# Alfabet kurdyjski
Alfabet kurdyjski – system pisma służący do zapisu języka kurdyjskiego. Aktualnie język kurdyjski zapisywany jest za pomocą trzech różnych alfabetów – w zależności od regionu występowania.

## Alfabet Hawar
Formę używaną w Turcji oraz Syrii stworzył na bazie alfabetu łacińskiego Jeladet Ali Bedir Khan (kurd. Celadet Elî Bedirxan) w 1932. Alfabet ten nazywany jest – od nazwiska twórcy – „zapisem Bedirxana” (ang. Bedirxan script), lub Hawar (nazwa pochodzi od dziennika Hawar, w którym po raz pierwszy w 1932 Jeladet Ali Bedir Khan użył tego systemu pisma).
Alfabet stosowany jest do zapisu dialektu kurmandżi, zawiera 31 liter:
A, B, C, Ç, D, E, Ê, F, G, H, I, Î, J, K, L, M, N, O, P, Q, R, S, Ş, T, U, Û, V, W, X, Y, Z
W alfabecie występuje siedem samogłosek – trzy krótkie i cztery długie. Długie samogłoski są oznaczane za pomocą akcentu przeciągłego.
Rządy Turcji nie uznawały alfabetu stosowanego w tym kraju przez mniejszość kurdyjską, przez co używanie liter X, W oraz Q, które nie występują w łacińskim alfabecie tureckim, prowadziło do prześladowań Kurdów
Od sierpnia 2003 wielu Kurdów starało się w sądach o możliwość zapisu ich kurdyjskich imion z uwzględnieniem liter typowych dla języka kurdyjskiego (Q, W, X), jednak ich prośby zostały oddalone.

## Alfabet dialektu sorani
Alfabet stosowany do zapisu dialektu sorani (kurdi), którym posługują się Kurdowie z Iraku oraz Iranu, opiera się na zmodyfikowanym alfabecie arabskim. Zawiera 33 litery. W odróżnieniu od podstawowego alfabetu arabskiego, który służy do zapisu pisma spółgłoskowego, w alfabecie używanym do zapisu dialektu sorani obowiązkowo używa się samogłosek.
ى, ێ, ﮪ , ﻭﻭ, ﻭ , ﯙ , ﻥ , ﻡ , ﻝ, ڵ, ﮒ, ﮎ, ﻕ, ڤ, ﻑ, ﻍ, ﻉ, ﺵ, ﺱ, ﮊ, ﺯ, ڕ, ﺭ, ﺩ, ﺥ, ﺡ, ﭺ, ﺝ, ﺕ, ﭖ, ﺏ, ه‌, ﺍ
Obok zmodyfikowanego alfabetu arabskiego w użyciu jest również alfabet dialektu kurmandżi – Hawar.

## Cyrylica
Język kurdyjski występujący na terenach byłego ZSRR opiera się na zmodyfikowanej cyrylicy. Używa go część Kurdów mówiących w dialekcie kurmandżi. Alfabet ten zawiera 32 litery:
А, Б, В, Г, Г', Д, Е, Ә, Ә́, Ж, З, И, Й, К, К', Л, М, Н, О, Ö, П, П', Р, Р', С, Т, Т', У, Ф, Х, Һ, Һ', Ч, Ч', Ш, Щ, Ь, Э, Q, W

## Alfabet armeński
W latach 1921–1929 na terenie Armeńskiej SRR język kurdyjski zapisywany był za pomocą alfabetu ormiańskiego. System ten został zastąpiony Jaŋalifem – systemem pisma opartym na alfabecie łacińskim, wprowadzony podczas kampanii latynizacji w ZSRR.

## Ujednolicony alfabet turecki
W 1928 język kurdyjski na terenie całego ZSRR (włączając w to Armeńską SRR) – jak i inne alfabety (nie bazujące na alfabecie łacińskim) ludów zamieszkujących tereny Związku Radzieckiego – został zastąpiony alfabetem utworzonym na bazie alfabetu łacińskiego, uzupełnionego znakami charakterystycznymi dla cyrylicy:
a, b, c, ç, d, e, ә, f, g, г, h, i, ь, j, k, ʀ, l, m, ɴ, o, ө, w, p, n, q, ч, s, ш, ц, t, u, y, v, x, z, ƶ.
W 1929 miała miejsce kolejna reforma; dotychczasowy system znaków zastąpiono następującym:
| A a | B b | C c | Є є | Ç ç | D d | E e | Ә ә |
| Ә́ ә́ | F f | G g | Ƣ ƣ | H h | Ħ ħ | I i | J j |
| K k | K̡ k̡ | L l | M m | N n | O o | Ö ö | P p |
| P̡ p̡ | Q q | R r | S s | Ş ş | T t | T̡ t̡ | U u |
| Û û | V v | W w | X x | Y y | Z z | Ƶ ƶ | Ь ь |

## Yekgirtú
Yekgirtú (co oznacza „ujednolicony”) jest to aktualnie tworzony alfabet, który ma stanowić system pisma możliwy do wykorzystania we wszystkich dialektach kurdyjskich, zastępujący różne systemy pisma stosowanie w języku kurdyjskim na całym świecie.
Alfabet bazujące na standardzie kodowania znaków ISO 8859-1, składa się z 34 liter:
A, B, C, D, E, É, F, G, H, h', I, Í, J, Jh, K, L, ll, M, N, O, P, Q, R, rr, S, Sh, T, U, Ú, Ù, V, W, X, x', Y, Z